# Commersonia prostrata
Commersonia prostrata är en malvaväxtart som först beskrevs av Joseph Henry Maiden och Betche, och fick sitt nu gällande namn av C.F.Wilkins och Whitlock. Commersonia prostrata ingår i släktet Commersonia och familjen malvaväxter. Inga underarter finns listade i Catalogue of Life.